# Klasse 1 (zeilwagenrijden)
Klasse 1 is een klasse in het zeilwagenrijden.

## Wedstrijden
De klasse 1 maakte tot en met 1975 deel uit van het Europees en wereldkampioenschap.

## Erelijst
| EK / WK | EK / WK                                      | EK / WK              | EK / WK            | EK / WK             |
| Jaar    | Locatie                                      | Goud                 | Zilver             | Brons               |
| ------- | -------------------------------------------- | -------------------- | ------------------ | ------------------- |
| EK 1963 | Sankt Peter-Ording (BRD)                     | Helmut Spielmann     | Michel Comein      | Christian Nau       |
| EK 1964 | De Panne (België)                            | Louis de Terschueren | Raymond Bergman    | Christian Nau       |
| EK 1965 | Le Touquet (Frankrijk)                       | Pierre Demoury       | Christian Nau      | Claus-Werner Wieben |
| EK 1966 | Lytham St Annes (Verenigd Koninkrijk)        | Christian Nau        | Helmut Spielman    | Rüdiger Grassy      |
| EK 1967 | Sankt Peter-Ording (BRD)                     | Uwe Schröder         | Rüdiger Grassy     | Manfred Kribis      |
| EK 1968 | De Panne (België)                            | Uwe Schröder         | M. de Terschueren  | Rüdiger Grassy      |
| EK 1969 | Cherrueix (Frankrijk) Saint-Malo (Frankrijk) | Uwe Schröder         | Christian Nau      | Georges Tricard     |
|         |                                              |                      |                    |                     |
| EK 1971 | Sankt Peter-Ording (BDR)                     | Uwe Schröder         | Otto Göttlich      | Peter Biner Wulf    |
| EK 1972 | Oostduinkerke (België)                       | Uwe Schröder         | Bertrand Deflandre | Hans Lindemann      |
| EK 1973 | Berck-sur-Mer (Frankrijk)                    | Bertrand Deflandre   | Christian Nau      | Jeff Wood           |
| EK 1974 | Lytham St Annes (Verenigd Koninkrijk)        | Bertrand Deflandre   | Garry Benson       | Jeff Wood           |
| WK 1975 | Sankt Peter-Ording (BRD)                     | Uwe Sönnichsen       | Hans Lindemann     | Günther Karschewski |